# David Sander
David Sander (* 13. September 1867 in Kórnik; † 19. April 1939 in Gießen) war ein deutscher Rabbiner.

## Leben
David Sander wurde als Sohn von Isidor und Flora Sander, geb. Basch, in Kórnik geboren. Er besuchte Gymnasien in Pressburg (Bratislava) und Breslau (Wrocław). An der dortigen Universität studierte Sander seit 1888 Philosophie, Philologie und Geschichte und nahm auch Studien am Jüdisch-Theologischen Seminar auf. In Erlangen promovierte er 1894 über das Thema „Die  Religionsphilosophie  Moses  Mendelsohns“. 1895 wurde Sander zweiter Stadtrabbiner und Religionslehrer in Karlsruhe, 1897 wechselte er als Provinzialrabbiner von Oberhessen nach Gießen als Nachfolger von Dr. Benedikt Levi und war Rabbiner der liberalen israelitischen Religionsgemeinde an der Südanlage, ab 1933 betreute er auch die orthodoxe israelitische Religionsgesellschaft in der Steinstraße. Zusammen mit seiner Frau Johanna, geb. Jochsberger, und den Kindern Hugo (* 1899), Bertha (* 1900) und Flora (* 1903) wohnte er in der Landgrafenstraße 8 in Gießen. Sander unterrichtete auch an mehreren Gießener Schulen.
Sander war Vorstandsmitglied im Landesverband der jüdischen Gemeinden Hessens und ab 1912 Vorsitzender im Verein für jüdische Geschichte und Literatur in Gießen. 1932  wurde  David  Sander  pensioniert,  blieb  aber  weiter Seelsorger, Lehrer und Gefängnisseelsorger.
Nach der Zerstörung der Gießener Synagogen am 10. November 1938 wurden die noch in Gießen verbliebenen Juden gezwungen in drei „Ghetto-Häusern“ zu ziehen. Eines dieser Häuser war das Wohnhaus von Sander in der Landgrafenstraße 8. David Sander starb am 19. April 1939 eines natürlichen Todes in der Chirurgischen Universitätsklinik Gießen und wurde auf dem Neuen Friedhof bestattet.
Sanders Ehefrau Johanna wurde im September 1942 gemeinsam mit ihrer Tochter Bertha über Darmstadt deportiert. Bertha Sander wurde in Polen, vermutlich in Treblinka, ermordet. Johanna Sander überlebte das KZ Theresienstadt und kehrte im Juli 1945 nach Gießen zurück.

## Privatbibliothek
David Sander besaß eine recht umfangreiche Privatbibliothek. Diese kam 1941 über den „Reichsbund Deutsche Familie (RDF) – Kampfbund für  den  Kinderreichtum  der  Erbtüchtigen“ als fingiertes Geschenk in die Universitätsbibliothek Gießen. Ob Johanna Sander die Bibliothek ihres Ehemannes unter Zwang an den „Reichsbund“ verkauft hatte oder ob die Einrichtung auf andere Weise in den Besitz der Bibliothek kam, ist derzeit ungeklärt. Johanna Sander schätzte den Wert von Sanders Privatbibliothek nach dem Krieg im Rahmen eines Wiedergutmachungsverfahrens auf 1800,- M. für die theologische Fachliteratur und 1200,- M. für insgesamt 250 Bände schöngeistiger Literatur und Klassiker. Insgesamt  sind  bis  heute  130  Bände  der  theologischen  Bibliothek  Sanders in der Universitätsbibliothek Gießen identifiziert worden. Schöngeistige Literatur findet sich nicht darunter. Ein Band aus Sanders Privatbibliothek wurde von der Universitätsbibliothek Gießen als Dublette an die Württembergische Landesbibliothek in Stuttgart abgegeben und dort im Rahmen eines Projekts zur Suche nach NS-Raubgut wiedergefunden.

## Veröffentlichungen
- Die Religionsphilosophie Moses Mendelssohns, Dissertation, Erlangen 1894 (Digitalisat).